# Popovitj
Popovitj (bulgariska: Попович) är ett distrikt i Bulgarien.   Det ligger i kommunen Obsjtina Bjala och regionen Oblast Varna, i den östra delen av landet, 400 km öster om huvudstaden Sofia.
I omgivningarna runt Popovitj växer i huvudsak lövfällande lövskog. Runt Popovitj är det ganska glesbefolkat, med 45 invånare per kvadratkilometer.